# Óriásrigó
Az óriásrigó (Turdus fuscater) a madarak osztályának verébalakúak (Passeriformes)  rendjébe és a rigófélék (Turdidae) családjába tartozó faj.

## Rendszerezése
A fajt Frédéric de Lafresnaye és Alcide d’Orbigny írták le 1837-ben.

## Alfajai
- Turdus fuscater cacozelus (Bangs, 1898) - Santa Marta-hegység (észak-Kolumbia)
- Turdus fuscater clarus (Phelps & W. H. Phelps Jr, 1953) - északkelet-Kolumbia és északnyugat-Venezuela síkvidéki része
- Turdus fuscater quindio (Chapman, 1925) - nyugat- és dél-Kolumbia és észak-Ecuador
- Turdus fuscater gigas (Fraser, 1841) - az Andok hegyvidéke északkelet-Kolumbia és északnyugat-Venezuela területén
- Turdus fuscater gigantodes (Cabanis, 1873) - dél-Ecuadortól Peru középső részéig
- Turdus fuscater ockendeni (Hellmayr, 1906) - délkelet-Peru
- Turdus fuscater fuscater (Orbigny & Lafresnaye, 1837) - nyugat-Bolívia [2]

## Előfordulása
Az Andok-hegységben, Bolívia, Kolumbia, Ecuador, Peru és Venezuela területén honos. Természetes élőhelyei a szubtrópusi és trópusi hegyi esőerdők, bokrosok és száraz szavannák.

## Megjelenése
Átlagos testhossza 33 centiméter, testtömege 128-175 gramm.

## Természetvédelmi helyzete
Az elterjedési területe rendkívül nagy, egyedszáma pedig stabil. A Természetvédelmi Világszövetség Vörös listáján nem veszélyeztetett fajként szerepel.